# Músculo esfínter externo de la uretra
El músculo esfínter externo de la uretra ([TA]: musculus sphincter urethrae), es un músculo estriado, voluntario, del periné tanto de hombres como mujeres, que rodea la uretra y cierra la porción membranosa de este conducto.

## Características
Este músculo está constituido por fibras superiores e         inferiores. Las fibras inferiores nacen a cada lado del isquion y del ligamento transverso del periné y discurre hacia atrás a cada lado de la uretra. En los seres humanos se distingue el músculo transverso profundo del periné (Musculus transversus perinei profundus) y el músculo esfínter externo de la uretra propiamente tal (Musculus sphincter urethrae membranaceae).
Como su nombre indica, la función del músculo es de esfínter o músculo de cierre para contener la micción, vale decir, sirve para contener la orina.

## Diferencias según sexo
En el hombre y en los mamíferos del sexo masculino este músculo facilita además el transporte de semen durante la eyaculación, a través de contracciones rítmicas. En los mamíferos de sexo masculino el músculo rodea la uretra circularmente, mientras que en el caso de las hembras, el músculo nace al costado de la vagina y forma un lazo alrededor de la uretra. 
La inervación está a cargo del nervio pudendo.